# Puente de Augusto
El puente de Augusto (en alemán: Augustusbrücke) es un puente de Alemania que cruza el río Elba en la ciudad de Dresde, capital del estado de Sajonia. El puente de Augusto conecta el núcleo histórico (Altstadt, al sur del río) con la Neustadt, al norte. A menudo los propios alemanes lo llaman erróneamente Schlossbrücke (puente del palacio). Entre 1945 y 1990, su nombre oficial fue Georgij-Dimitroff-Brücke, en honor al comunista búlgaro Georgi Dimitrov.

## Historia

### Puente original

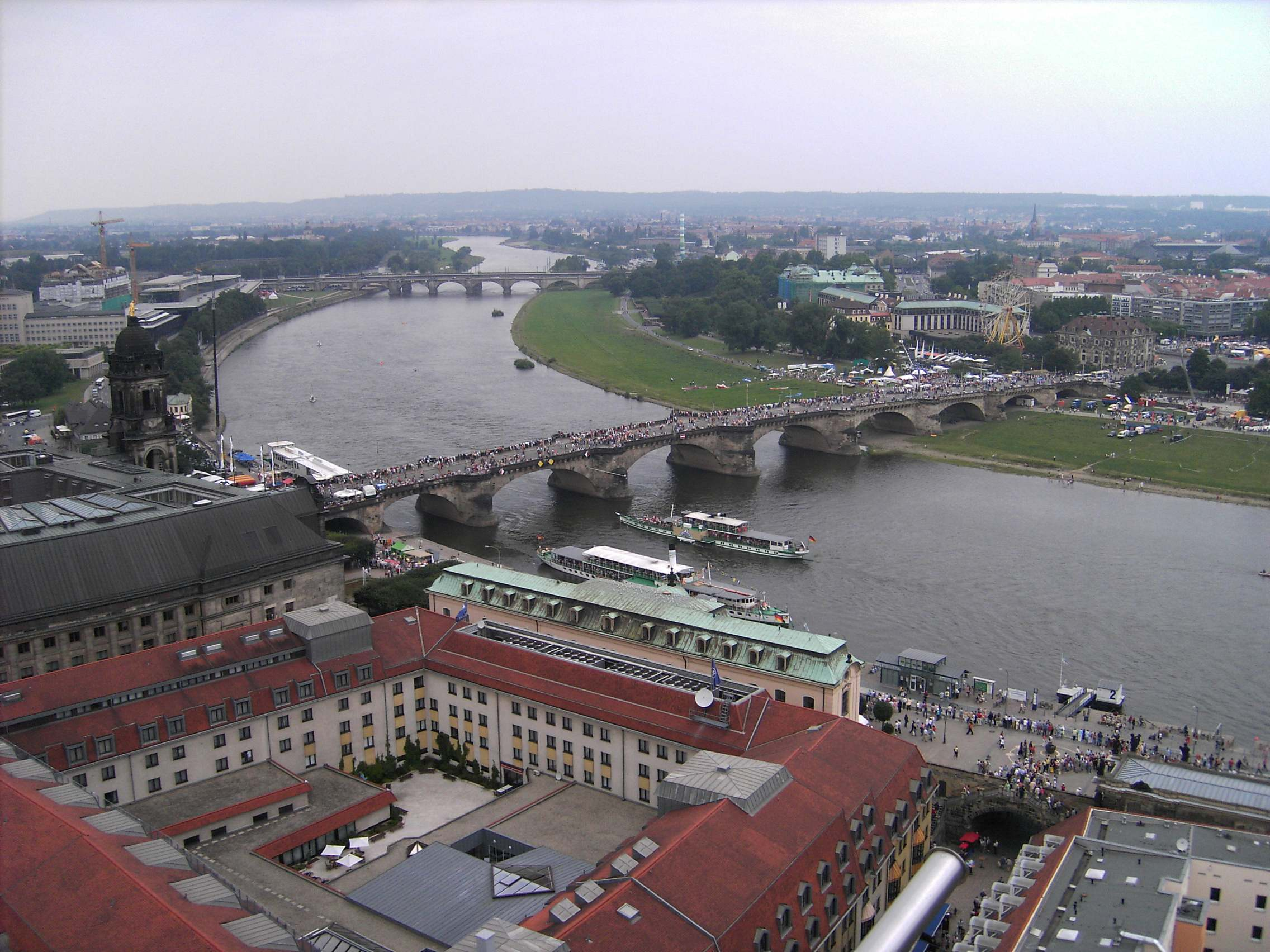
El Augustusbrücke durante una celebración de la ciudad.

En el siglo XIII se construyó por primera vez un puente en el lugar que ocupa el puente de Augustus. Sirvió para mejorar las rutas comerciales hacia el norte. Hasta entonces, el Elba se podía vadear por un paso al este de la Altstadt.
Durante esa misma época, se hicieron transitables los pasos de los montes Metalíferos al sudeste de Dresde, lo que propició un paulatino aumento del tráfico comercial entre Bohemia y el norte de Alemania. Este puente era por tanto una parte importante de las rutas comerciales entre Praga y la Feria de Leipzig.

### Augustusbrücke (1727-1907)

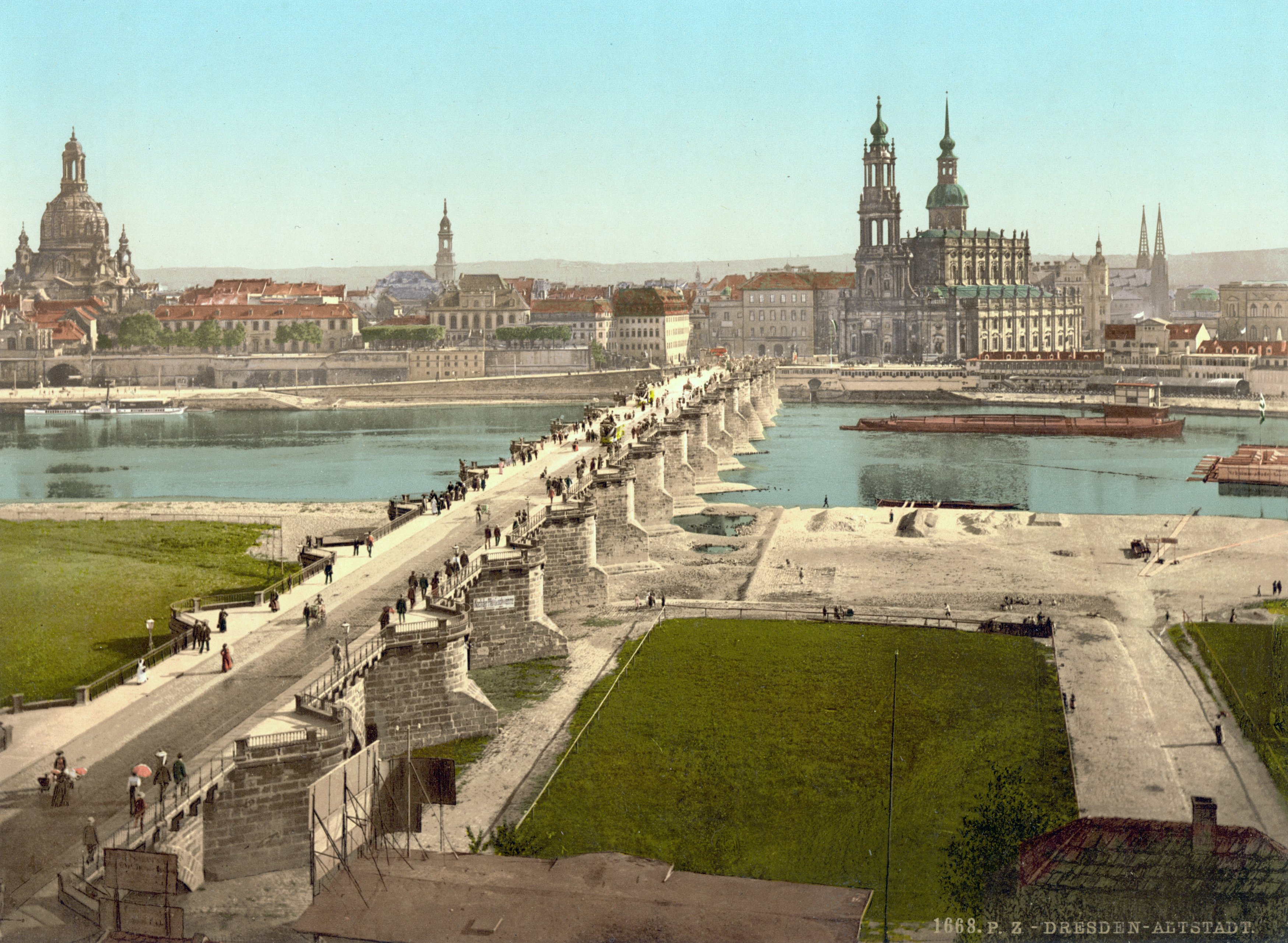
El puente de Augusto hacia 1900.

El puente existente fue reconstruido de forma lujosa bajo el reinado de Augusto el Fuerte. La reforma, a cargo del maestro del barroco Matthäus Daniel Pöppelmann (Zwinger) y el maestro de obras Johann Gottfried Fehre, se realizó entre los años 1727 y 1731. Comparado con otros puentes contemporáneos, resultaba especialmente impresionante por su tamaño, y sobre todo, por el ancho de su calzada. Fue bautizado como "Augustusbrücke" en honor al rey que ordenó su construcción. 
También en aquella época, se fortificaron por separado el casco antiguo (circundado por un foso con agua) y la Neustadt (ciudad nueva, en alemán), rodeada por una gran muralla. El Augustusbrücke unía ambas fortalezas.
En el lado este de la cabeza septentrional del puente (la que da a Neustadt) estuvo, desde 1755 hasta su destrucción en 1945, la casa de Joseph Fröhlich, el bufón de la corte de Augusto el Fuerte. Coloquialmente, se la conocía como Narrenhäusel (casita del loco). Hoy, se encuentra en ese lugar una escultura de bronce.
Más tarde el Augustusbrücke pasaría a ser considerado uno de los monumentos históricos pertenecientes al denominado “barroco de Dresde”. A principios del siglo XX, el ancho de su calzada era ya insuficiente para soportar el creciente tráfico urbano y el tamaño de sus arcos dificultaba el fluvial. Pese a su condición de patrimonio cultural, tuvo que ser derribado (hasta 1907).
Aproximadamente por aquel entonces, el gobierno sajón amplió la red de Postmeilensäule (obeliscos que proporcionaban información de tiempo y distancias para agilizar el funcionamiento del servicio postal). Con ello, el puente de Augusto se convirtió en un importante punto de paso sobre el Elba no sólo para rutas dentro de los límites de la ciudad.

## En la actualidad

### Reconstrucción (1907-1910)
La planificación de un nuevo puente empezó en 1902, para pasar posteriormente a manos del ingeniero Hermann Klette. Debido al valor estético del entorno en que se ubica, era necesario poner cuidado en el diseño arquitectónico del puente; en 1906 se consultó al conocido arquitecto Wilhelm Kreis. La ejecución de la obra comenzó en 1907 y se prolongó hasta 1910.
El nuevo puente se llamó Friedrich-August-Brücke, en honor al antiguo rey Federico Augusto III.
El puente está construido con hormigón armado, con los laterales adornados con piedra arenisca procedente del antiguo Augustusbrücke. El acabado ornamental corrió a cargo del escultor residente en Hamburgo Karl Weinberger.

### Después de 1945

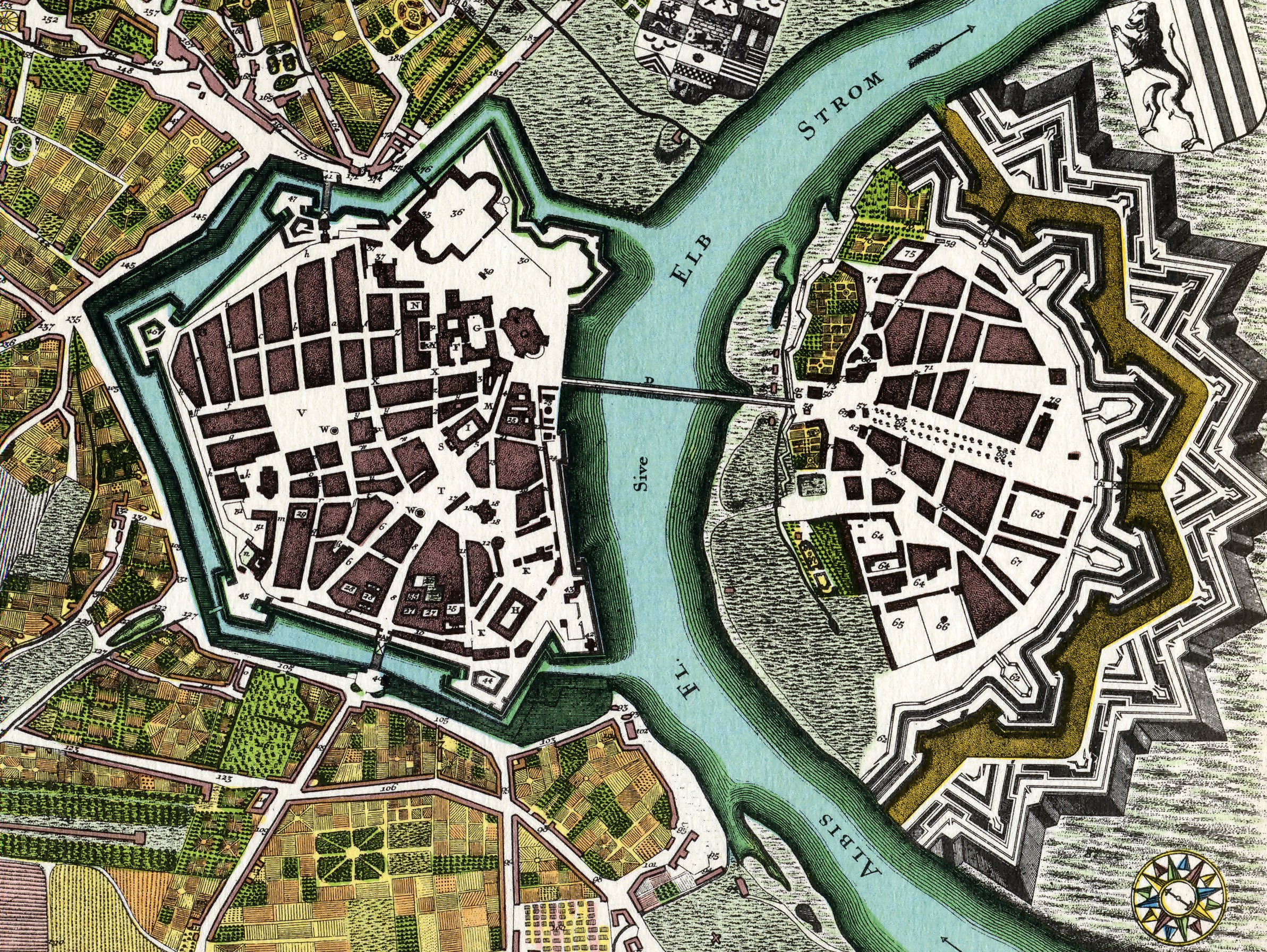
1750: el Augustusbrücke es el único enlace entre ambas orillas.

Justo antes del final de la Segunda Guerra Mundial, el puente fue parcialmente dinamitado, para después ser reconstruido de forma fiel en 1949. Desde entonces, la calle Terrassenufer transcurre paralela al río por debajo del primer arco del puente hasta el parlamento del Bundesland sajón.
Entre 1945 y 1990, el puente se llamó oficialmente “puente de Georgi Dimitrov” (dirigente comunista búlgaro). Tras la reunificación alemana, recuperó su nombre histórico, si bien sólo tiene en común con la construcción original su ubicación y una similar apariencia.
Durante la crecida del Elba de 2002, el puente se cerró al tráfico; incluso se prohibió que las personas caminaran por la acera orientada al este. No obstante, no sufrió daños.

### Características
El Augustusbrücke consta de nueve arcos, de los cuales cuatro se sostienen sobre pilares cubiertos por el río (estando este en su nivel habitual). La longitud total de la construcción asciende a unos 390 metros. Sobre los pilares, el puente tiene una anchura de unos 25 metros; sobre los arcos, la anchura es de 18 metros. En el Augustusbrücke se aprecia claramente la diferencia entre ambas orillas. Por el lado sur, los barcos pueden pasar por debajo ya en el tercer arco. Por el contrario, la inclinación del cauce del río en la parte norte es muy poco pronunciada; cuatro arcos se sitúan en su totalidad fuera del agua, sobre lo que los nativos llaman Elbwiesen (praderas del Elba).

### Importancia en el tráfico urbano
El Augustusbrücke es uno de los nueve puentes que hay en el casco urbano de Dresde. No obstante, su papel en el tráfico de vehículos particulares de la ciudad no pasa de ser secundario. La mayor parte de estos cruzan el Elba por los puentes Marienbrücke (oeste) y, sobre todo, Carolabrücke (este).
Al sur del Elba, como puntos de mayor relevancia para el tráfico de tranvías, se encuentran Theaterplatz, de marcada importancia desde el punto de vista turístico y un poco más lejos, la Postplatz. Sobre el Augustusbrücke circulan hacia allí tranvías con una periodicidad de 3 minutos (en ambos sentidos). Estos tranvías pertenecen a las líneas 4, 8 y 9. No hay ningún otro puente en Dresde por el que crucen tantas líneas.

## Galería de imágenes

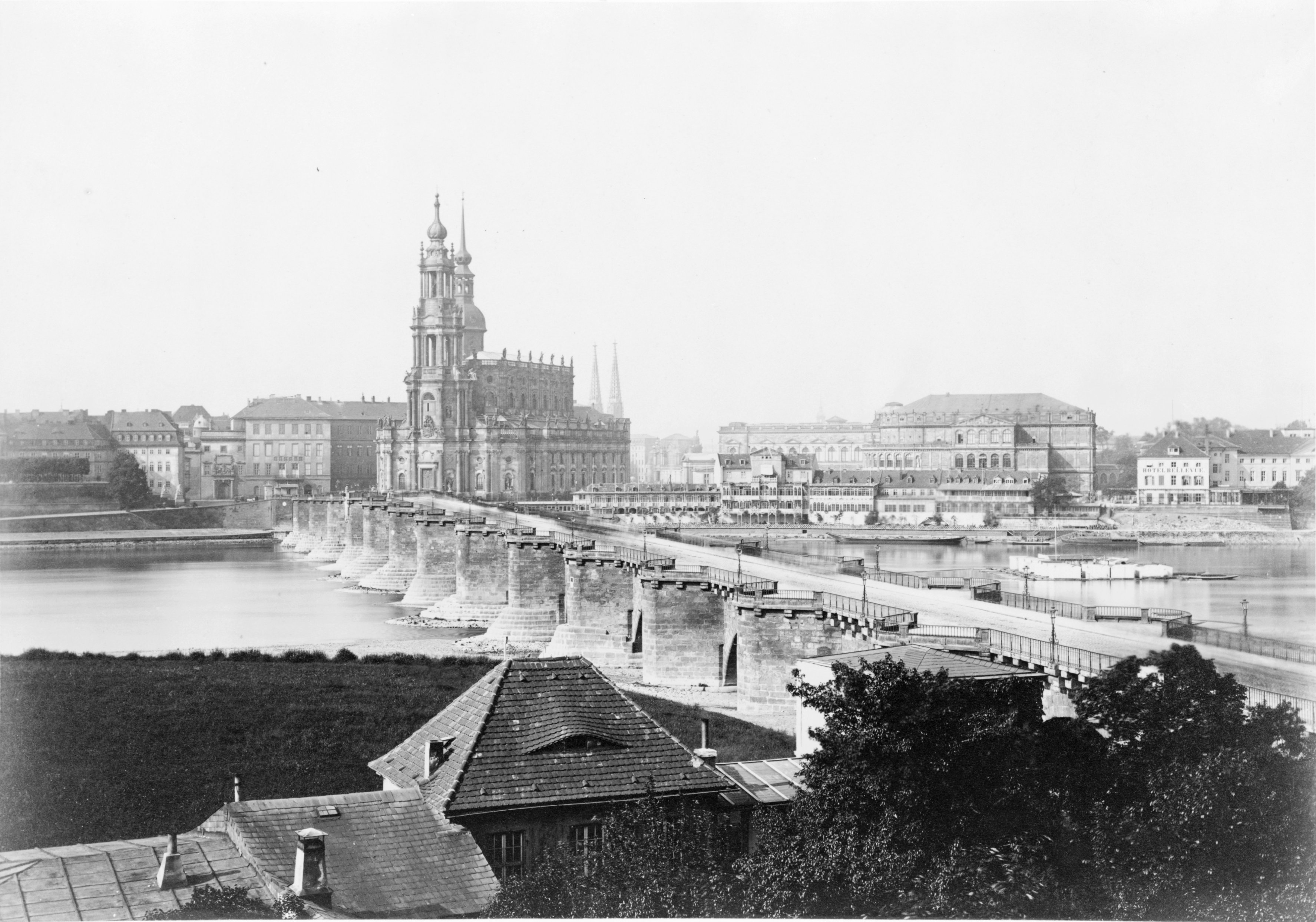
Hacia 1865
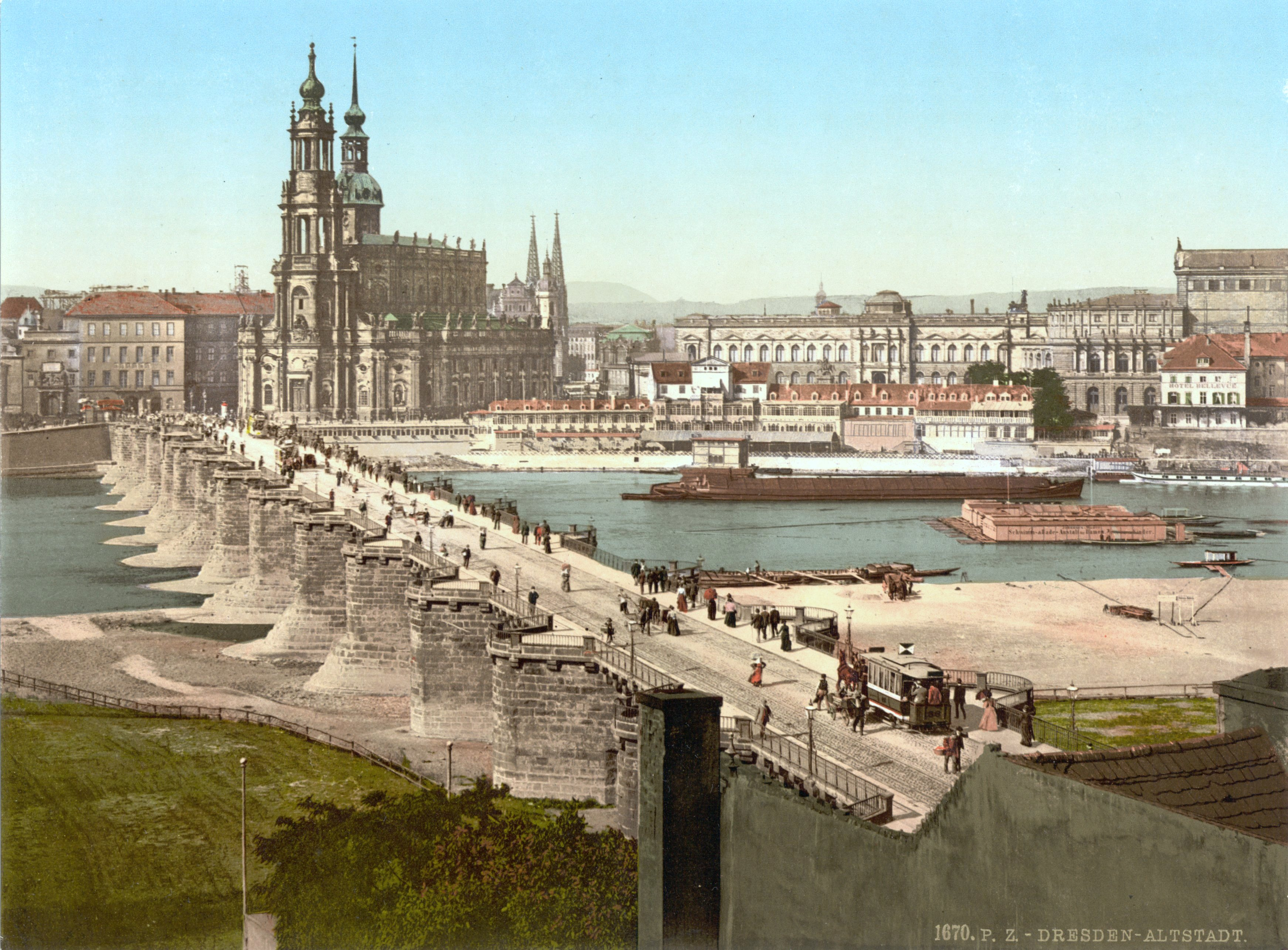
Hacia 1900
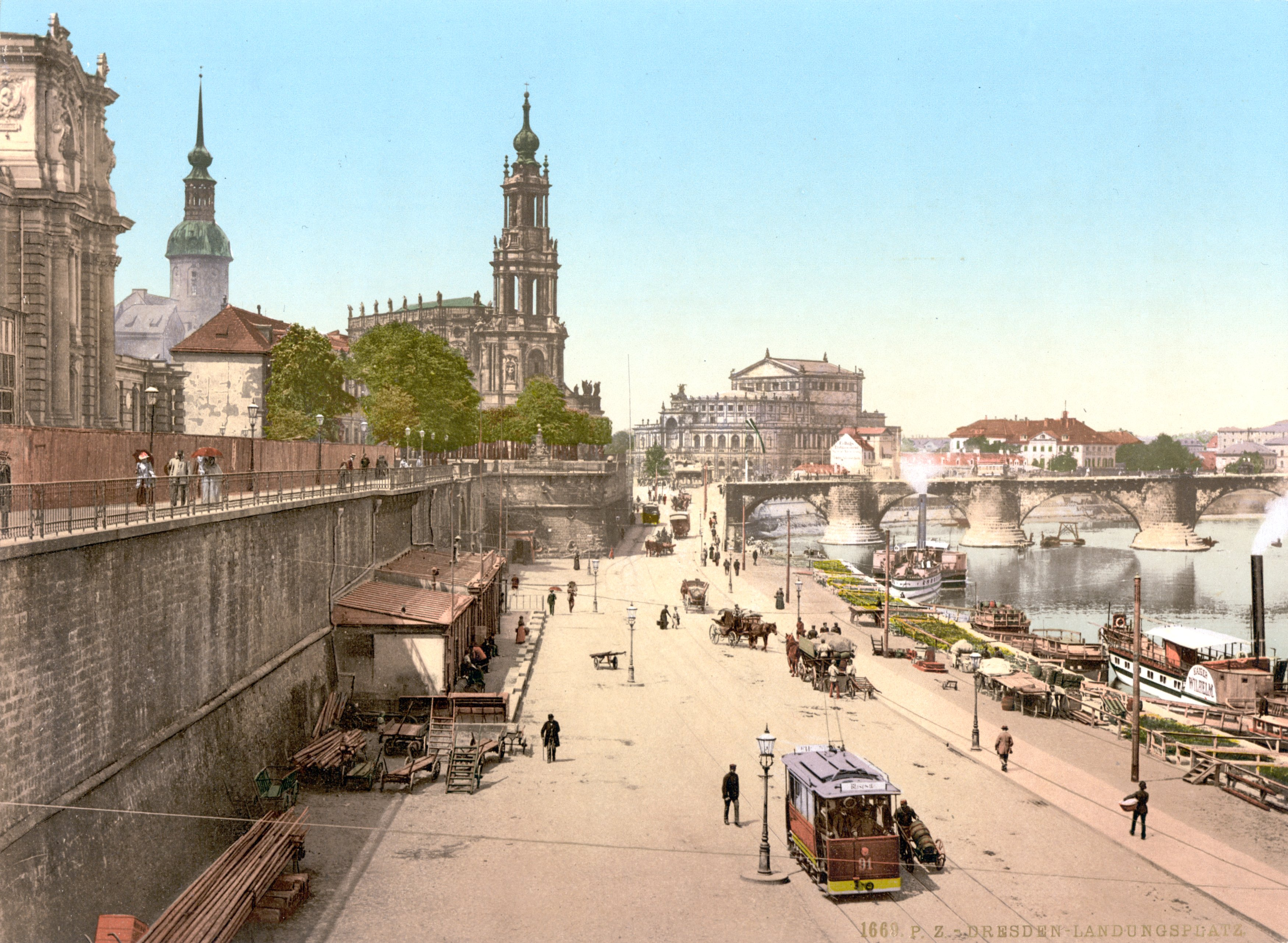
La “Terrassenufer“ en 1900
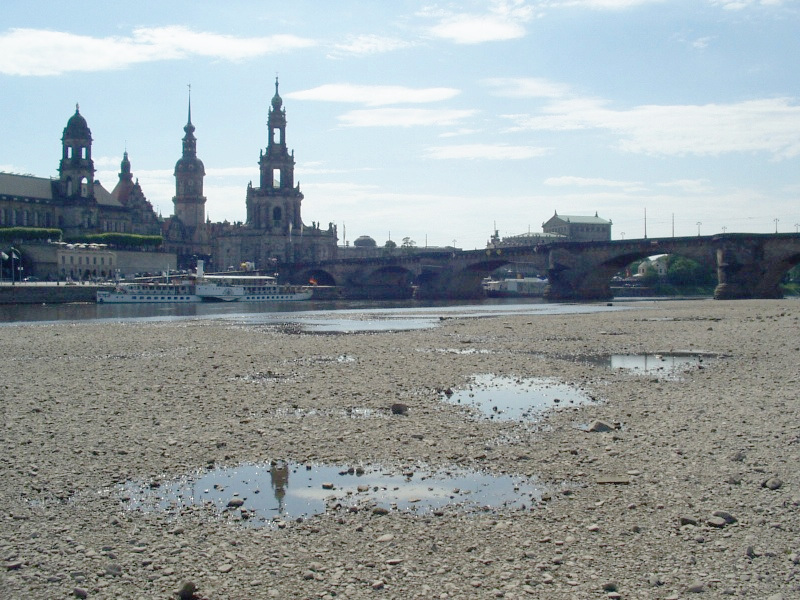
Sequía (2005)